# Теоклит Хадзипанайоту
Теоклит (на гръцки: Θεόκλητος, Теоклитос) е гръцки духовник, митрополит на Вселенската патриаршия.

## Биография
Роден е в 1812 година с фамилията Хадзипанайоту (Χατζήπαναγιώτου) в Цариград и затова носи прякора Византийски (Βυζάντιος, Византиос). Брат е на митрополит Александър Сисанийски.
В август 1842 година е избран да оглави Велешката епархия, където остава до 1847 година. Посрещнат е доста хладно от велешките български първенци, но Теоклит показва търпимост към желанията на българите. Това му навлича гнева на Цариград и в 1848 година Патриаршията го премества в Бер.
От март 1848 година е берски и негушки митрополит на Цариградската патриаршия, на който пост остава до юли 1862 година, когато подава оставка.
Със спечелените в Бер пари Теоклит заминава за Атон, където си построява хубава къща и прекарва остатъка от живота си там като доста състоятелен калугер.
Умира в Солун през юли 1864 година.